# Мъркюри 8
Мъркюри 8 (на английски: Mercury 8) е американски космически кораб от първо поколение. Трети орбитален полет на астронавт от САЩ.

## Екипаж
| Пост  | Астронавт   |
| ----- | ----------- |
| Пилот | Уолтър Шира |

## Дублиращ екипаж
| Пост  | Астронавт    |
| ----- | ------------ |
| Пилот | Гордън Купър |

## История
Мъркюри 8 (производствен № 16) е доставен на Кейп Канаверъл на 16 януари 1962 г. Ракетата – носител за тази мисия Атлас D (със сериен номер 113) е сглобена от Convair едва на 27 юли и доставена във Флорида на 8 август 1962 г. Стартът е насрочен за 18 септември, но много скоро след това датата е променена на 24 септември. Междувременно след прекъсване за малко повече от година, СССР извършва през август два пилотирани полета – Восток 3 и Восток 4 и отново дръпва напред в космическата надпревара. Полета на руснаците е групов, двата кораба се намират в космоса едновременно и установяват радиовръзка помежду си. Освен това извършват съответно 64 и 48 орбити, немислимо постижение за леките американски кораби от първо поколение. На това предизвикателство НАСА практически не може да отговори за момента и както в миналото, така и сега единствен приоритет остава сигурността на мисията. Може би и това е причината за поредното отлагане на Мъркюри 8 – от 24 септември, стартът е пренасочен за 3 октомври 1962 г. Пилота на мисията Уолтър Шира, нарича своя кораб Сигма 7 (на английски: Sigma 7).

## Полет
Полета стартира, без повече отлагания, на 3 октомври 1962 г. в 12 часа 15 мин. и 12 сек. UTC, според предварителния разчет. Стартът е отличен и Сигма 7 е изведен на околоземна орбита с параметри: апогей – 283 км и перигей – 161 км. Уолтър Шира извършва 6 обиколки на Земята, полетът му е с продължителност 9 ч. 13 мин. и 15 сек. В 21 ч. 28 мин. и 22 сек. UTC се приводнява успешно в Атлантическия океан на 4,5 мили (7,2 км) от разчетената точка и само на 800 м от очакващия го самолетоносач USS Kearsarge (CV-33). 40 мин. след приводняването, капсулата Сигма 7 е качена на борда на кораба и след пет минути астронавта стъпва на палубата пред очите на възхитения екипаж.

## Резултати
Уолтър Шира осъществил третия орбитален космически полет за САЩ и общо седми в историята. Това бил най-сполучливия полет по програмата Мъркюри. Шира направил 6 орбити, т.е. толкова, колкото направили Джон Глен и Скот Карпентър взети заедно. Въпреки това постижението изглеждало все още скромно сравнено с тези на руските космонавти. За НАСА оставала утехата от изключително точното приводняване, неосъществено от нито един астронавт (или космонавт) и първото в историята нощно приземяване на космически кораб. Полетът на Мъркюри 8 останал в сянката на започналата по това време Кубинска ракетна криза, която за кратко изправила света пред ужаса на ядрена война.

## Галерия
- Стартира Мъркюри 8
- Купести облаци снимани от орбита
- Изглед към Южна Америка. Снимката е направена на 6 орбита
- Мъркюри 8 се приводнява в разчетената точка